# Леонов, Николай Иванович (писатель)
Никола́й Ива́нович Лео́нов (16 июня 1933 года, Москва — 13 января 1999 года, Иркутск) — советский и российский писатель, драматург, сценарист, автор детективных и шпионских романов.

## Биография
Родился в семье инженера-мостостроителя.
С 1953 года работал в Московском уголовном розыске, где начинал с оперативной работы. Окончил Всесоюзный заочный юридический институт. Одновременно — капитан сборной СССР по настольному теннису, впоследствии — тренер.
В 1963 году в звании капитана покинул органы МВД и занялся литературным творчеством. Первая повесть «Приступаю к задержанию» вышла в 1965 году.
Автор многих известных книг и киносценариев (в том числе к кинофильмам «Вариант „Омега“», «Трактир на Пятницкой»), а также цикла популярных детективных повестей об инспекторе Льве Гурове. Последнее произведение Леонова — роман «Пир во время чумы» (завершён в ноябре 1998).
Лауреат премии СП СССР и премии МВД СССР.
Похоронен на Митинском кладбище в Москве.
После смерти Николая Леонова, поскольку его имя стало торговой маркой, зарегистрированной «Эксмо», появилось более сотни «продолжений» цикла о деятельности сыщика Льва Гурова различных авторов (в том числе с указанием «соавторства» Н. И. Леонова).

### Детективы
1. «Мастер» (соавтор — Г. Садовников)
2. «Приступаю к задержанию» (1965)
3. «Юрколлегия разыскивает…» (телеспектакль «Объявлен розыск…» 1981 года)
4. «Трактир на Пятницкой» («Ждите моего звонка»). Экранизирован в 1978 году.
5. «Операция „Викинг“» (о разведчиках во время Великой Отечественной войны, соавтор — Ю. Костров, экранизация — «Вариант „Омега“»)
6. «Агония» (экранизация — «Один и без оружия»)
7. «Ринг» (одноимённая экранизация 1973 года)
8. «За строками досье» (о контрразведчиках, соавтор — Ю. Костров)

### Цикл произведений о сыщике Льве Гурове
| №  | Название                                     | Год  | Описание | Экранизация                                                                      |
| -- | -------------------------------------------- | ---- | --- | -------------------------------------------------------------------------------- |
| 1  | «Явка с повинной»                            | 1975 | Юный Гуров внедрён на ипподром под видом журналиста, чтобы расследовать убийство наездника. | - «Ипподром» (1979) - «Удачи тебе, сыщик. Фильм 1: Ипподром»                     |
| 2  | «Выстрел в спину»                            | 1979 | Убит писатель, бывший спортсмен-горнолыжник; под подозрением другой писатель-неудачник, и другой бывший спортсмен, в жену которого убитый был влюблён. | «Выстрел в спину» (1979)                                                         |
| 3  | «Ловушка»                                    | 1983 | Убита женщина, которая умела красиво жить и виртуозно решать чужие проблемы. Под подозрением всего четыре человека, которые проводят с Гуровым взаперти первые часы после убийства в квартире | - «Коррупция» (1990) - «Удачи тебе, сыщик. Фильм 2: Коррупция»                   |
| 4  | «Обречён на победу»                          | 1985 | В командировке в Сибирь Гурова попросили помочь с расследованием, главным подозреваемым в котором оказался чемпион-олимпиец, любимец города. |                                                                                  |
| 5  | «Профессионалы»                              | 1986 | Оперативная группа расследует сразу несколько дел — ищет и педофила, и убийцу милиционеров. |                                                                                  |
| 6  | «Ещё не вечер»                               | 1988 | Гуров проводит отпуск на юге, но в межсезонье. К нему пристают различные люди и пытаются познакомиться. |                                                                                  |
| 7  | «Бесплатных пирожных не бывает!»             | 1989 | Продолжение предыдущего. Гуров пытается поймать преступника, ушедшего от правосудия в предшествующем романе, и разобраться с наёмным убийцей от советской мафии. | «Новая жизнь сыщика Гурова. Продолжение. Фильм 3: Бесплатных пирожных не бывает» |
| 8  | «Коррупция»                                  | 1990 | Продолжение предыдущего. Глава советской мафии пытается завербовать Гурова. |                                                                                  |
| 9  | «Мент поганый»                               | 1991 | В загородном санатории собираются 4 крупных мафиози. И Гуров. Внезапно обитателей гостиницы начинают убивать. |                                                                                  |
| 10 | «Удачи тебе, сыщик!»                         | 1992 | По поручению начальника Гуров едет в провинциальный город разбираться с письмом артиста цирка — дрессировщика медведей с мировым именем. Гурову предстоит найти убийцу, сразиться с местными милиционерами-оборотнями и коррумпированным руководством милиции и города и обрезать путь транспортировки наркотика. | «Удачи тебе, сыщик. Фильм 3: Цирк»                                               |
| 11 | «Наёмный убийца»                             | 1993 | В Германии цинично расстреляна семья бизнесмена. Гуров должен оказать поддержку немецкому полицейскому инспектору Дитеру Вольфу и, рискуя жизнью, по очень слабым ориентировкам вычислить наёмного убийцу в российской глубинке. |                                                                                  |
| 12 | «Кровь алая» («Исповедь сыщика»)             | 1993 | Расследуя серию убийств на даче спикера российского парламента, Гуров узнаёт о политической интриге, подготовленной криминальными структурами с целью скомпрометировать российское руководство и привести к власти угодного им политика. | «Новая жизнь сыщика Гурова. Фильм 1: Спиноза»                                    |
| 13 | «Наркомафия» («Мент уходит»)                 | 1994 | Гуров круто меняет свою жизнь, став начальником службы безопасности крупной коммерческой структуры. Расследуя дело об убийстве главного бухгалтера фирмы, Гуров неожиданно затрагивает интересы международного наркосиндиката. | «Новая жизнь сыщика Гурова. Фильм 2: Стоик»                                      |
| 14 | «Плата за жизнь» («Презумпция невиновности») | 1994 | Москву потрясла серия убийств инкассаторов. Гуров, привлечённый к расследованию, приходит к выводу, что убийцы работали по «наводке» и утечка информации происходит по управлениям МВД. |                                                                                  |
| 15 | «Мы с тобой одной крови» («Мент вернулся»)   | 1995 | МУР просто так не отпускает. И не только преступников. Проработав в частной фирме, полковник Гуров вновь возвращается на Петровку. Вычислить и взять киллера, которому заказали политическое убийство, — вот его задача. Если Гуров её не решит, то киллер решит свою. И тогда политическая ситуация в стране станет совершенно непредсказуемой и весьма опасной. |                                                                                  |
| 16 | «Мщение справедливо»                         | 1995 | Гуров расследует убийство высокопоставленного чиновника, застреленного на глазах его друзей — людей, облечённых властью. Кому было выгодно это преступление? Кто его совершил? Как оказалось, эти вопросы занимают не только Гурова… |                                                                                  |
| 17 | «Бросок Кобры»                               | 1995 | Расследование международного политического заговора, направленного на срыв президентских выборов 1996 года |                                                                                  |
| 18 | «Шакалы»                                     | 1996 | Поначалу полковник Гуров не хотел заниматься делом банкира Горшкова. Заурядное дело — обеспечить безопасность дочери финансового магната — можно было бы доверить и не таким асам московской милиции, как легендарный Гуров. Но обычное дело привело Гурова на самые высокие этажи власти | «Новая жизнь сыщика Гурова. Продолжение. Фильм 4: Шакалы»                        |
| 19 | «Защита Гурова»                              | 1996 | Никто в родном ведомстве Гурова не поручал ему заниматься делом террориста, приговорённого к высшей мере. Но когда Гуров убеждается в том, что парня расчётливо подставили, он решает докопаться до истины. |                                                                                  |
| 20 | «Дьявол в раю»                               | 1996 | Отпуск для сыщика — великая роскошь. Солнце, море, любимая женщина — о чём ещё мечтать? Но, видно, от себя не уйдёшь. И даже в знойной Турции криминал не обошёл российского сыщика. |                                                                                  |
| 21 | «Деньги или закон»                           | 1997 | Убит брат финансового воротилы, из сейфа похищена секретная дискета. |                                                                                  |
| 22 | «Стервятники»                                | 1997 | На улицах Москвы совершаются наглые грабежи и жестокие убийства. Оперативники во главе с полковником Гуровым выясняют, что это «почерк» новой подростковой группировки, пытающейся утвердиться в криминальном мире столицы. В целях ликвидации банды «отморозков» Гуров внедряет в неё своего агента… | «Одиссея сыщика Гурова. Фильм 2: Стервятники»                                    |
| 23 | «Беспредел»                                  | 1997 | Действие разворачивается в Москве. Неизвестные захватили семью посла Азербайджана в Англии. Убит генерал ФСБ. Кто стоит за этими событиями? Гуров и его друзья вступают в схватку не только с бандгруппой, но и с коррумпированными чиновниками. | «Одиссея сыщика Гурова. Фильм 5: Беспредел»                                      |
| 24 | «Смерть в прямом эфире»                      | 1997 | Противостояние сыщика Гурова и киллера экстра-класса. Убийство популярного телевизионного диктора, преследующее политические цели, выводит Гурова на «расконсервированного» ради этого исполнителя — тайного сотрудника спецслужб. Под силу ли сыщику тягаться с суперподготовленным убийцей, чьей следующей жертвой может стать он сам? | «Одиссея сыщика Гурова. Фильм 3: Смерть в прямом эфире»                          |
| 25 | «Волчий билет»                               | 1998 | Подгонять решение под готовый ответ — не в характере Гурова. Если случилось самоубийство, а его выдают за убийство, да ещё обвиняют в этом невинного человека, — значит, это кому-то выгодно. Кому же? — выясняет Гуров, полагая, что надо искать причину. А причина, как часто бывает, — большие деньги. И охотник за деньгами оказывается совсем рядом — в родном министерстве, причём он из тех, с кем вступать в поединок смертельно опасно. И теперь Гурову следует подумать, как сберечь собственную голову.                               | «Одиссея сыщика Гурова. Фильм 6: Любой ценой»                                    |
| 26 | «Козырные валеты»                            | 1998 | В розыске бывает так: ищешь одно, а находишь другое, что и случилось со знаменитым сыщиком Гуровым — искал убийц, а обнаружил наркомафию, да не где-нибудь, а в МВД. Бывает и так, что следствие намеренно уводят по ложному пути, выставляя, например, не криминальные, а политические мотивы преступления — в борьбе за власть все средства хороши. Но умница Гуров и тут сумел разобраться. Впрочем, хотя он и достал киллеров чуть ли не из-под земли, а вот до советника президента ему всё же не дотянуться!                               |                                                                                  |
| 27 | «Почерк палача»                              | 1998 | Всех их убивали одинаково — выстрелом в затылок. Так стреляет палач. Свыше тридцати человек, владельцев престижных иномарок, нашли свой последний приют на тайном кладбище бандитов. Полковник Гуров, расследующий это дело, чувствует, что он подошёл совсем близко к разгадке, ведь его уже «заказали» киллеру-профессионалу, за ним непрестанно следят, пытаясь запугать, на него давят со всех сторон. Но когда Гуров идёт по горячему следу, ничто не может остановить его: ни пуля, ни угрозы, ни оборотни, ещё вчера казавшиеся друзьями. | «Новая жизнь сыщика Гурова. Продолжение. Фильм 6: Почерк палача»                 |
| 28 | «Пир во время чумы»                          | 1998 | Сыщики экстра-класса полковники милиции Лев Гуров и Станислав Крячко сделали, казалось бы, невозможное. На борту самолёта, следующего из заштатного городка Котунь в Москву, они везут не только убийц депутата Госдумы Галины Старовой, но и стволы, задействованные в убийстве, и письмо, которое может вывести на заказчика преступления. Всё бы хорошо, но «сыскари» не уверены — приземлится ли самолёт в Москве, если вообще приземлится? И кто встретит их на поле аэродрома?                                                             |                                                                                  |

## Фильмография
Сценарист в фильмах:
1. 1973 — «Ринг»
2. 1975 — «Вариант „Омега“»
3. 1977 — «Трактир на Пятницкой»
4. 1978 — «Явка с повинной» (телеспектакль)
5. 1979 — «Сын чемпиона»
6. 1979 — «Ипподром» (Гуров — Валерий Хромушкин)
7. 1979 — «Выстрел в спину» (Гуров — Лев Прыгунов)
8. 1981 — «Объявлен розыск» (телеспектакль)
9. 1984 — «Один и без оружия»
10. 1984 — «Европейская история» (1984, при участии Игоря Гостева)
11. 1990 — «Коррупция» (Гуров — Владимир Антоник)

По произведениям Н. И. Леонова также сняты четыре телесериала:
- 2003 — «Удачи тебе, сыщик!» (реж. Арменак Назикян, Александр Баширов, в роли Льва Гурова — Виталий Романов).
- 2008 — «Новая жизнь сыщика Гурова» (реж. Фёдор Петрухин, в роли Льва Гурова — Сергей Маховиков).
- 2010 — «Новая жизнь сыщика Гурова. Продолжение» (реж. Фёдор Петрухин, в роли Льва Гурова — Сергей Маховиков).
- 2012 — «Одиссея сыщика Гурова» (реж. Фёдор Петрухин, в роли Льва Гурова — Сергей Маховиков).